# تیم دوچرخه‌سواری سیستم یو
تیم دوچرخه‌سواری سیستم یو (فرانسوی: Système U‎) یک تیم دوچرخه‌سواری در کشور فرانسه بوده.
این تیم دسال ۱۹۸۶ تأسیس و در سال ۱۹۸۹ منحل شده‌است. تیم سیستم یو در سال ۱۹۸۷ قهرمان بخش تیمی تور دو فرانس شده‌است.